# 樓宇維修基金
樓宇維修基金（葡文縮寫：FRP），是負責對有助澳門特別行政區私人樓宇安全及環境衛生的保養及維修工程提供資助的基金。基金由行政管理委員會管理。原屬於行政長官監督，2021年2月1日起改由運輸工務司監督。

## 職權
行政管理委員會在管理樓宇維修基金時擁有以下職權：
- 徵收收入，並許可基金履行職責所需的開支；
- 通過基金的本身預算案及其修改，並將之呈交行政長官核准；
- 編製年度管理帳目，並將之呈交行政長官核准；
- 就不屬其本身職權範圍內但有利於基金妥善管理財務的措施，向監督實體提出建議；
- 取得對開展其職責範圍內的活動屬必要的不動產及設備；
- 與澳門特別行政區其他公共或私人實體訂立協議及議定書；
- 議決所有與基金有關且未被法律規定為不屬其職權的事宜。

另外，行政管理委員會可授權主席，以便許可許可金額上限為$50,000.00（澳門幣伍萬元）的開支，但對行使此授權所作的行為，須在隨後的行政管理委員會會議中予以追認。

## 組織法例
- 第4/2007號行政法規（2007年3月5日《澳門特別行政區公報》）設立樓宇維修基金。
- 第256/2008號行政長官批示（2008年9月16日《澳門特別行政區公報》）核准《樓宇管理資助計劃規章》。
- 第180/2021號行政長官批示（2021年11月29日《澳門特別行政區公報》）核准《樓宇維修資助及無息貸款計劃規章》。
- 第181/2021號行政長官批示（2021年11月29日《澳門特別行政區公報》）核准《樓宇共同部分檢測資助計劃規章》。
- 第182/2021號行政長官批示（2021年11月29日《澳門特別行政區公報》）修改《樓宇管理資助計劃規章》第五條、第六條及第十一條至第十五條。
- 第183/2021號行政長官批示（2021年11月29日《澳門特別行政區公報》）修改《低層樓宇共同設施維修臨時資助計劃規章》第一條至第三條、第五條至第七條、第十一條、第十三條及第十五條。
- 第49/2022號行政法規（2022年11月14日《澳門特別行政區公報》）修改第4/2007號行政法規《樓宇維修基金》。

## 運作
樓宇維修基金由行政管理委員會管理。行政管理委員會由一名主席及兩名委員組成，其中一名委員為財政局的代表，各成員均由行政長官以批示委任。正選成員不在或因故不能視事時，由上款所指批示委任的候補成員代任。房屋局局長在其屬下的公務人員或服務人員中指定行政管理委員會秘書及有關代任人；秘書須列席會議，但無投票權。

## 法定成員

### 主席
主席由澳門特別行政區政府房屋局局長擔任，現任主席為任利凌。行政管理委員會主席及其他成員有權每月收取金額相當於公職薪俸表100點的百分之五十的報酬。

## 外部連結
- 澳門特別行政區政府房屋局樓宇維修基金網頁 （页面存档备份，存于）（繁體中文）